# 仁別森林博物館
仁別森林博物館（にべつしんりんはくぶつかん）は、秋田市北東部の森林地帯にある林業専門の博物館。

## 歴史
- 1964年（昭和39年）12月21日 - 開館[1]。
- 1969年（昭和44年）8月28日 - 昭和天皇、香淳皇后が行幸啓[2]。
- 2008年（平成20年） - リニューアルオープン
  - 中でも、これまで屋外雨ざらしで展示されていたディーゼル機関車が、補修の上、屋内展示となった。

## 主な展示物
屋外に林業で利用した機械類や森林鉄道の機関車が展示されている。
- ボールドウィン号（蒸気機関車、北見営林局留辺蕊営林署温根湯森林鉄道）
- 酒井重工業D-29（ディーゼル機関車、能代営林署仁鮒森林鉄道）

上記の機関車は、いずれも仁別森林鉄道で使用された機関車ではない。

## アクセス
公共交通機関は設定されていない。かつては秋田市交通局がミニバス路線を開設していた。
- 秋田自動車道 秋田中央IC
  - 秋田県道15号秋田八郎潟線、仁別林道（舗装）経由車で約50分。
- 秋田県道401号雄和仁別自転車道線（仁別サイクリングロード）
  - 終点の務沢駅跡から坂を登って仁別林道に出てすぐ。